# Dịch tễ học bạo hành gia đình
Bạo hành gia đình xảy ra trên toàn thế giới, ở nhiều nền văn hóa khác nhau, tác động đến mọi tầng lớp trong xã hội, và tất cả các cấp độ của tình trạng kinh tế; tuy nhiên, trong một số nghiên cứu đã chứng minh, các chỉ số về tình trạng kinh tế xã hội thấp (như thất nghiệp và thu nhập thấp) là yếu tố nguy cơ cho mức độ bạo hành gia đình cao hơn. Tại Hoa Kỳ, theo Cục Thống kê Tư pháp năm 1995 báo cáo rằng, tỷ lệ phụ nữ bị bạo hành bởi người bạn đời của mình cao gấp sáu lần nam giới. Tuy nhiên, đàn ông vẫn ít khi là nạn nhân.
Trong một số nghiên cứu chỉ ra, mặc dù, "phụ nữ hay gây hấn/tấn công hơn nam giới trong mối quan hệ vợ/chồng hoặc với người tình", thì khả năng, họ vẫn là người bị tổn thương nhiều hơn. Phân tích tổng hợp của Archer cho thấy phụ nữ chịu 65% thương tích từ bạo hành gia đình. Một nghiên cứu của Canada có kết quả 7% phụ nữ và 6% nam giới bị các đối tác hiện tại hoặc trước đây của họ lạm dụng, nhưng nạn nhân nữ có nguy cơ bị thương nhiều gấp hai lần nam giới, gấp ba lần mối sợ hãi trong cuộc sống, gấp đôi khả năng bị theo dõi, cũng như gấp đôi khả năng trải qua hơn mười vụ bạo hành.
Trong khi, theo một số nguồn tin, các cặp vợ chồng đồng tính nam và nữ đồng tính trải qua bạo lực gia đình với tần suất giống như các cặp vợ chồng khác giới, một số nguồn khác cho biết tỷ lệ bạo hành gia đình trong số những người đồng tính, đồng tính nam và lưỡng tính có thể cao hơn nhưng ít khi được báo cáo.